# 普陀体育公园
普陀体育公园是位於中華人民共和國上海市普陀區桃浦鎮的一個以体育运动為主題的公園，占地100亩。公园內拥有足球场、篮球场、羽毛球馆、网球场以及500米划艇（皮划艇）河道。该公园全年全天免费对公众开放。

## 歷史
2005年8月，普陀体育公园一期（足球场、500米划艇河道）建成。
2005年7月28日，普陀体育公园的羽毛球馆、网球场、篮球场及百米棋廊开工。10月底建築完工，12月對外開放。